# Hydractinia valens
Hydractinia valens är en nässeldjursart som beskrevs av John Fraser 1941. Hydractinia valens ingår i släktet Hydractinia och familjen Hydractiniidae. Inga underarter finns listade i Catalogue of Life.